# Vetenskapsåret 1945

## Händelser

### Astronomi
- 9 juli -  En total solförmörkelse inträffade över Sverige.

### Fysik
- 16 juli - Den första atombomben sprängs Alamogordoöknen i New Mexico, cirka 100 kilometer nordväst om staden Alamogordo i det så kallade Trinitytestet.
- 6 augusti - Hiroshima träffas av den första atombomben använd i krig. 60 000 invånare omkommer omedelbart.
- 9 augusti - Nagasaki träffas av den andra atombomben i krig. 60-80 000 invånare omkommer och ca 20 000 skadas.

## Pristagare
- Bigsbymedaljen: Lawrence Rickard Wager [1]
- Brinellmedaljen: Carl Gustaf Cedervall
- Copleymedaljen: Oswald Theodore Avery
- Ingenjörsvetenskapsakademien utdelar Stora guldmedaljen till Birger Ljungström
- Nobelpriset: [2]
  - Fysik: Wolfgang Pauli
  - Kemi: Artturi Virtanen
  - Fysiologi/medicin: Alexander Fleming, Ernst Boris Chain, Howard Walter Florey
- Polhemspriset: Conny Palm och Olof Rydbeck
- Wollastonmedaljen: Owen Thomas Jones [3]

## Födda
- 4 januari – Richard R. Schrock, amerikansk kemist, nobelpristagare.
- 20 februari – George F. Smoot, amerikansk fysiker, nobelpristagare.
- 1 augusti – Douglas D. Osheroff, amerikansk fysiker, nobelpristagare.

## Avlidna
- 31 mars – Hans Fischer, tysk kemist, nobelpristagare.
- 20 november – Francis Aston, brittisk kemist och fysiker, nobelpristagare.
- 5 december – Thomas H. Morgan, amerikansk zoolog och genetiker, nobelpristagare.

### Fotnoter
1. ↑  ”Geological Society”. Arkiverad från originalet den 5 juni 2011. https://web.archive.org/web/20110605101836/http://www.geolsoc.org.uk/gsl/society/history/page753.html. Läst 13 april 2011.
2. ↑  ”Nobelpriset”. http://nobelprize.org/nobel_prizes/lists/all/index.html. Läst 10 april 2011.
3. ↑  ”Geological Society”. Arkiverad från originalet den 5 juni 2011. https://web.archive.org/web/20110605102217/http://www.geolsoc.org.uk/gsl/society/history/page750.html. Läst 14 april 2011.